# Ante Gabrić
Ante (Antoine) Gabrić, né le 28 février 1915 à Metković (Croatie) et décédé le 20 octobre 1988 à Mariapolli, au Bengale (Inde) est un prêtre jésuite croate, missionnaire au Bengale (Inde). Mort en odeur de sainteté le procès en vue de sa béatification fut ouvert en 2015 : il a été déclaré ‘Serviteur de Dieu’. 

## Biographie

### Jeunesse et formation
Ante (Antoine) est né à Metković (alors en Yougoslavie), huitième enfant d’une fratrie de quatre filles et cinq garçons. Il est fils de Petar Gabrić et Katarina (née Antičević). Nikola Gabrić, le frère de Petar, avait également quatre filles et cinq fils, ce qui fit qu’il y avait jusqu’à dix-huit enfants sous le toit des Gabrić. Il fait ses études primaires à Metković, puis secondaires au collège jésuite de Travnik, où il est admis en 1926.
A la fin de ses études secondaires (1933), et attiré par la vie religieuse et missionnaire il entre dans la Compagnie de Jésus et commence son noviciat à Zagreb, le 30 juillet 1933, où, après deux ans, il prononce ses premiers vœux religieux. Après cela, il suit le cours ordinaire de formation jésuite avec des études de philosophie en Italie qu’il termine en 1938.
A peine rentré dans son pays natal, à Metković en juillet 1938, le jeune Ante annonce à ses parents qu’il va partir comme missionnaire au Bengale, en Inde. Les Jésuites de Yougoslavie y ont accepté un district missionnaire et le jeune Ante est un des premiers à s’y consacrer. Cela ne traine pas : à l’aube du 10 octobre 1938, le jeune missionnaire monte sur le bateau qui l’emmène en Inde, alors ‘empire colonial anglais’. Pendant un an, à Calcutta, il étudie l’anglais et la langue bengalie, nécessaire à son apostolat au Bengale. Après des études de théologie au théologat Sainte-Marie, à Kurseong il y est ordonné prêtre le 21 novembre 1943.

### Œuvre missionnaire au Bengale
Comme jeune prêtre Ante est envoyé dans la région du delta du Gange, au sud de Calcutta, que l’on appelle ‘Sundarbans’.  La terre est fertile, mais la population y est nombreuse et pauvre. Toute sa vie il se consacre à l’évangélisation parmi les Hindous, les Musulmans et quelques Catholiques : à Basanti (1947-1962 et 1972-1974), Morapai (1945 et 1962-1971)  et Mariapolli (après 1975).  Il aide à construire des huttes, des remblais et des chemins et, avec l’aide d’ONGs (Caritas), organise un programme de nutrition pour les écoliers. Il organise une banque de riz et ainsi libère les pauvres des usuriers. Soutenu par Mère Teresa, dont il est proche, et ses Missionnaires de la Charité, il fonde des écoles de village, des chapelles, des centres de formation à l’artisanat et des dispensaires. Les enfants prometteurs reçoivent une éducation supplémentaire.
Le père Ante est particulièrement préoccupé du sort des veuves hindoues (nombreuses dans les Sunderbans) qui, après la mort de leur mari, sont incapables d’hériter légalement des biens acquis conjointement durant leur mariage et, sous la pression de leurs proches et de la société, sont ostracisées. Pour elles il fonde un foyer et place leurs enfants dans des institutions éducatives.  
Toujours conscient de la dimension évangélisatrice et missionnaire de son œuvre il fonde la station missionnaire de Mariapolli, proche de Basanti, avec des institutions religieuses, hospitalières et humanitaires. L’école primaire de Kumrokhali porte aujourd’hui son nom : « Père Ante Gabric ».  Il a travaillé en étroite collaboration et souvent avec Mère Teresa.
Le père Ante Gabrić meurt le 20 octobre 1988 à Mariapolli, au Bengale (Inde), mais suivant le souhait exprimé, son corps est enterré près de la chapelle de Mariapolli le poste missionnaire où il passa les dernières années de sa vie. Environ 20 000 catholiques, musulmans et hindous assistèrent à ses funérailles. 

## Souvenir et vénération
- Le 28 février 2015 – jour centenaire de la naissance du missionnaire - Josip Bozanić, archevêque de Zagreb, ouvre la procédure diocésaine en vue de la béatification du père Ante Gabrić. Il est déclaré ‘Serviteur de Dieu’.  A cette occasion le cardinal Bozanić a rappelé les paroles de Mère Teresa, prononcées en 1978 lors de sa visite à Metković, ville natale du père Gabrić: « Le peuple du Bengale a reçu Jésus en le père Gabrić. Grâce à lui, ils ont découvert que Dieu les aime. Ils ont réalisé qu’ils étaient nos frères et sœurs. »
- Ses 'lettres du Bengale' qu'il envoyait régulièrement à ses amis et bienfaiteurs de Croatie furent publiées à Zagreb en deux volumes: Životni put jednog misionara (pisma, poročila, dnevniki in članki), Zagreb 1972-1977, 1985. Elles eurent un grand succès de librairie.